# Hermann Stilke
Anton Hermann Stilke, född den 29 januari 1804 i Berlin, död där den 22 september 1860, var en tysk historiemålare. Han var gift med Hermine Stilke.
Stilke hörde till Cornelius första elever i München och var dennes medhjälpare som freskmålare. Han var därefter verksam i Düsseldorf, där han snart slöt sig till Schadow och målade romantisk-historiska stafflibilder i skolans stil. Stilke utförde 1842–1846 för riddarsalen i Stolzenfels slott freskerna Ridderskapets sex huvuddygder och utvecklade senare en ganska betydande verksamhet i Berlin. Hans anmuthige stafflibilder som Tristan och Isolde och liknande (Edvards söner i Berlins nationalgalleri) var där högt skattade. Han målade också några fresker till Berlins stadsslott.